# Reichstagswahlkreis Königreich Württemberg 8

Die Wahlkreisaufteilung des Deutschen Reichs.

Der Reichstagswahlkreis Königreich Württemberg 8 (in der reichsweiten Durchnummerierung auch Reichstagswahlkreis 315; auch Reichstagswahlkreis Freudenstadt–Oberndorf genannt) war der achte Reichstagswahlkreis für das Königreich Württemberg für die Reichstagswahlen im Deutschen Reich und zum Zollparlament von 1868 bis 1918.

## Wahlkreiszuschnitt 1868
Bei der Zollparlamentswahl 1868 umfasste der Wahlkreis Königreich Württemberg 5 die Oberämter Gerabronn, Crailsheim und Mergentheim. Dieser Landesteil lag ab 1871 in dem Reichstagswahlkreis Königreich Württemberg 12. Der Wahlkreis für die Oberämter Freudenstadt, Horb, Oberndorf, Herrenberg und Sulz. trug hingegen 1868 die Nummer Königreich Württemberg 16. Um die räumliche Kontinuität besser abzubilden, zeigt dieser Artikel für die Wahl 1868 daher die Ergebnisse des Wahlkreises Königreich Württemberg 16.

## Wahlkreiszuschnitt ab 1871
Der Wahlkreis umfasste die Oberämter Freudenstadt, Horb, Oberndorf und Sulz.
| Jahr | Einwohner |
| ---- | --------- |
| 1890 | 98.915    |
| 1895 | 100.812   |
| 1900 | 102.948   |
| 1905 | 108.888   |
| 1910 | 111.582   |

|      | Landwirtschaft | Industrie und Gewerbe | Handel und Dienstleistungen |
| ---- | -------------- | --------------------- | --------------------------- |
| 1895 | 61,2           | 29,9                  | 9,0                         |
| 1907 | 56,5           | 32,6                  | 10,9                        |

|      | Evangelisch | Katholisch |
| ---- | ----------- | ---------- |
| 1890 | 59,3        | 39,4       |
| 1905 | 58,8        | 40,0       |
| 1910 | 58,5        | 40,3       |

Un Württemberg trat die NLP als Deutsche Partei auf. Die amtliche Statistik führte die Abgeordneten zur Vergleichbarkeit mit den Wahlergebnissen in anderen Teilen Deutschlands als NLP, auch waren die württembergischen Reichstagsabgeordneten Mitglieder der Reichstagsfraktion der NLP. Die Darstellung in diesem Artikel folgt dem. Aufgrund der protestantischen Prägung des Wahlkreises spielte die Württembergische Zentrumspartei keine große Rolle.

## Abgeordnete
| Wahl                             | Abgeordneter         | Partei | Bild |
| -------------------------------- | -------------------- | ------ | ---- |
| Zollparlamentswahl 1868 bis 1871 | Wilhelm Erath        | DtVP   | 0    |
| Reichstagswahl 1871 bis 1877     | Christian von Frisch | NLP    |      |
| Reichstagswahl 1877 bis 1878     | Ernst Wirth          | NLP    | 0    |
| Reichstagswahl 1878 bis 1890     | Hans von Ow          | DRP    |      |
| Reichstagswahl 1890 bis 1893     | Oscar von Münch      | DtVP   | 0    |
| Reichstagswahl 1893 bis 1898     | Julius Oskar Galler  | DtVP   |      |
| Reichstagswahl 1898 bis 1903     | Peter-Paul Mauser    | NLP    |      |
| Reichstagswahl 1903 bis 1907     | Fritz Wagner         | DtVP   | 0    |
| Reichstagswahl 1907 bis 1912     | Hermann Wagner       | DtVP   | 0    |
| Reichstagswahl 1912 bis 1918     | Theodor Liesching    | FVP    |      |

## Wahlen

### 1868
Es fand ein Wahlgang statt. Die Zahl der abgegebenen gültigen Stimmen betrug 10.627.
| Kandidat      | Partei | Stimmen | in % | Anmerkungen |
| ------------- | ------ | ------- | ---- | ----------- |
| Wilhelm Erath | V      | 5545    | 0    | 0           |

### 1871
Es fanden zwei Wahlgänge statt. 17.099 Männer waren wahlberechtigt. Die Zahl der abgegebenen gültigen Stimmen betrug im ersten Wahlgang 10.071, 38 Stimmen waren ungültig. Die Wahlbeteiligung betrug 59,1 %.
| Kandidat             | Partei   | Stimmen | in % | Anmerkungen |
| -------------------- | -------- | ------- | ---- | ----------- |
| Christian von Frisch | NLP      | 4751    | 0    | 0           |
| Freiherr von Linden  | K        | 2851    | 0    | 0           |
| Ernst Wirth          | NLP      | 2458    | 0    | 0           |
| 0                    | Sonstige | 11      | 0    | 0           |

Die Zahl der abgegebenen gültigen Stimmen betrug in der Stichwahl 11.180, 8 Stimmen waren ungültig. Die Wahlbeteiligung betrug 65,4 %.
| Kandidat             | Partei | Stimmen | in % | Anmerkungen |
| -------------------- | ------ | ------- | ---- | ----------- |
| Christian von Frisch | NLP    | 6420    | 0    | 0           |
| Freiherr von Linden  | K      | 4760    | 0    | 0           |

### 1874
Es fand ein Wahlgang statt. 17.754 Männer waren wahlberechtigt. Die Zahl der abgegebenen gültigen Stimmen betrug 11.729, 27 Stimmen waren ungültig. Die Wahlbeteiligung betrug 66,2 %.
| Kandidat             | Partei   | Stimmen | in % | Anmerkungen |
| -------------------- | -------- | ------- | ---- | ----------- |
| Christian von Frisch | NLP      | 7092    | 0    | 0           |
| von Ow jun.          | NLP      | 3012    | 0    | 0           |
| Ernst Wirth          | NLP      | 1470    | 0    | 0           |
| Karl Mayer           | V        | 131     | 0    | 0           |
| 0                    | Sonstige | 24      | 0    | 0           |

### 1877
Es fanden zwei Wahlgänge statt. 18.488 Männer waren wahlberechtigt. Die Zahl der abgegebenen gültigen Stimmen betrug im ersten Wahlgang 11.483, 22 Stimmen waren ungültig. Die Wahlbeteiligung betrug 62,0 %.
| Kandidat    | Partei   | Stimmen | in % | Anmerkungen |
| ----------- | -------- | ------- | ---- | ----------- |
| Ernst Wirth | NLP      | 5716    | 0    | 0           |
| Max Römer   | NLP      | 4740    | 0    | 0           |
| 0           | Zentrum  | 892     | 0    | 0           |
| 0           | Sonstige | 90      | 0    | 0           |

Die Zahl der abgegebenen gültigen Stimmen betrug in der Stichwahl 13.928, 39 Stimmen waren ungültig. Die Wahlbeteiligung betrug 75,5 %.
| Kandidat    | Partei | Stimmen | in % | Anmerkungen |
| ----------- | ------ | ------- | ---- | ----------- |
| Ernst Wirth | NLP    | 7949    | 0    | 0           |
| Max Römer   | NLP    | 5979    | 0    | 0           |

### 1878
Es fand ein Wahlgang statt. 18.711 Männer waren wahlberechtigt. Die Zahl der abgegebenen gültigen Stimmen betrug 11.050, 24 Stimmen waren ungültig. Die Wahlbeteiligung betrug 59,2 %.
| Kandidat                         | Partei   | Stimmen | in % | Anmerkungen |
| -------------------------------- | -------- | ------- | ---- | ----------- |
| Hans von Ow                      | DRP      | 6691    | 0    | 0           |
| August Oesterlen                 | V        | 2732    | 0    | 0           |
| Cajetan von Bissingen-Nippenburg | Zentrum  | 1613    | 0    | 0           |
| 0                                | Sonstige | 14      | 0    | 0           |

### 1881
Es fand ein Wahlgang statt. 18.048 Männer waren wahlberechtigt. Die Zahl der abgegebenen gültigen Stimmen betrug 8423, 38 Stimmen waren ungültig. Die Wahlbeteiligung betrug 46,9 %.
| Kandidat          | Partei   | Stimmen | in % | Anmerkungen  |
| ----------------- | -------- | ------- | ---- | ------------ |
| Hans von Ow       | DRP      | 5426    | 0    | 0            |
| August Oesterlen  | V        | 243     | 0    | Rechtsanwalt |
| Ludwig Windthorst | Zentrum  | 2724    | 0    | 0            |
| 0                 | Sonstige | 30      | 0    | 0            |

### 1884
Es fand ein Wahlgang statt. 17.893 Männer waren wahlberechtigt. Die Zahl der abgegebenen gültigen Stimmen betrug 10.750, 38 Stimmen waren ungültig. Die Wahlbeteiligung betrug 60,3 %
| Kandidat    | Partei   | Stimmen | in % | Anmerkungen |
| ----------- | -------- | ------- | ---- | ----------- |
| Hans von Ow | DRP      | 7605    | 0    | 0           |
| 0           | Zentrum  | 3074    | 0    | 0           |
| 0           | Sonstige | 71      | 0    | 0           |

### 1887
Die Kartellparteien NLP und Konservative unterstützten Hans von Ow. Es fand ein Wahlgang statt. 18.777 Männer waren wahlberechtigt. Die Zahl der abgegebenen gültigen Stimmen betrug 13.645, 40 Stimmen waren ungültig. Die Wahlbeteiligung betrug 72,9 %
| Kandidat    | Partei   | Stimmen | in % | Anmerkungen |
| ----------- | -------- | ------- | ---- | ----------- |
| Hans von Ow | DRP      | 10.675  | 0    | 0           |
| 0           | V        | 1008    | 0    | 0           |
| 0           | Zentrum  | 1794    | 0    | 0           |
| 0           | Zentrum  | 49      | 0    | 0           |
| 0           | S        | 90      | 0    | 0           |
| 0           | Sonstige | 29      | 0    | 0           |

### 1890
Die Kartellparteien NLP und Konservative unterstützten erneut Hans von Ow. Es fand ein Wahlgang statt. 19.126 Männer waren wahlberechtigt. Die Zahl der abgegebenen gültigen Stimmen betrug 14.941, 32 Stimmen waren ungültig. Die Wahlbeteiligung betrug 78,1 %
| Kandidat          | Partei   | Stimmen | in %   | Anmerkungen |
| ----------------- | -------- | ------- | ------ | ----------- |
| Oscar von Münch   | DVP      | 8146    | 54,6 % | 0           |
| Hans von Ow       | DRP      | 6470    | 43,4 % | 0           |
| Ludwig Windthorst | Zentrum  | 268     | 1,8 %  | 0           |
| 0                 | Sonstige | 25      | 0,2 %  | 0           |

### 1893
Die Kartellparteien NLP und Konservative unterstützten erneut Gottlob Egelhaaf. Es fanden zwei Wahlgänge statt. 20.276 Männer waren wahlberechtigt. 15.683 gültige Stimmen wurden abgegeben, 32 Stimmen waren ungültig. Die Wahlbeteiligung betrug 77,3 %. 
| Kandidat            | Partei   | Stimmen | in %   | Anmerkungen    |
| ------------------- | -------- | ------- | ------ | -------------- |
| Julius Oskar Galler | DVP      | 6688    | 42,7 % | 0              |
| Gottlob Egelhaaf    | NLP      | 4543    | 29,0 % | 0              |
| Karl Hildenbrand    | SPD      | 1043    | 6,7 %  | 0              |
| B.M. Hipp           | Zentrum  | 3357    | 21,5 % | Kaufmann, Sulz |
|                     | Sonstige | 20      | 0,1 %  | 0              |

Das Zentrum rief in der Stichwahl zur Wahlenthaltung auf. In der Stichwahl betrug die Zahl der abgegebenen Stimmen 16.035, 47 Stimmen waren ungültig. Die Wahlbeteiligung betrug 79,1 %.
| Kandidat            | Partei | Stimmen | in %   | Anmerkungen |
| ------------------- | ------ | ------- | ------ | ----------- |
| Julius Oskar Galler | DVP    | 10.205  | 63,8 % | 0           |
| Gottlob Egelhaaf    | NLP    | 5783    | 36,2 % | 0           |

### 1898
Die Kartellparteien NLP und Konservative wurden auch vom BdL unterstützt. Es fanden zwei Wahlgänge statt. 20.774 Männer waren wahlberechtigt. 15.405 gültige Stimmen wurden abgegeben, 29 Stimmen waren ungültig. Die Wahlbeteiligung betrug 74,2 %. 
| Kandidat            | Partei   | Stimmen | in %   | Anmerkungen               |
| ------------------- | -------- | ------- | ------ | ------------------------- |
| Julius Oskar Galler | DVP      | 5181    | 33,7 % | 0                         |
| Peter-Paul Mauser   | DRP      | 6041    | 39,3 % | 0                         |
| Georg Reichel       | SPD      | 781     | 5,1 %  | 0                         |
| Eckard              | Zentrum  | 3366    | 21,9 % | Dr., Redakteur, Stuttgart |
|                     | Sonstige | 7       | 0,0 %  | 0                         |

Das Zentrum rief in der Stichwahl für die Wahl von Mauser auf. In der Stichwahl betrug die Zahl der abgegebenen Stimmen 16.072, 46 Stimmen waren ungültig. Die Wahlbeteiligung betrug 77,4 %.
| Kandidat            | Partei | Stimmen | in %   | Anmerkungen |
| ------------------- | ------ | ------- | ------ | ----------- |
| Julius Oskar Galler | DVP    | 6794    | 42,4 % | 0           |
| Peter-Paul Mauser   | DRP    | 9232    | 57,6 % | 0           |

### 1903
Das Kartell war zerfallen, die einstigen Kartellparteien traten gegeneinander an. Noch vor der Hauptwahl vereinbarten DVP und NLP sich in der Stichwahl gegenseitig zu unterstützen. Das Zentrum sah als vordringliches Ziel, die Wahl von Junghans zu vermeiden, da dieser sich als Kommunalpolitiker den Zorn des Zentrums zugezogen hatte. Um zu vermeiden, dass es eine Stichwahl Junghans gegen einen Zentrumskandidaten gab (den Junghans aufgrund der konfessionellen Struktur des Wahlkreises gewonnen hätte), stellte das Zentrum zwei Kandidaten, damit sichergestellt war, dass das Zentrum nicht die Stichwahl erreichen würde. Dies wurde in den Zeitung als "Offene Verhöhnung des Wahlrechts" kritisiert.
Da die Stichwahl zwischen DVP und NLP stattfand, griff diese Vereinbarung nicht. Es fanden zwei Wahlgänge statt. 22.532 Männer waren wahlberechtigt. 17.458 gültige Stimmen wurden abgegeben, 37 Stimmen waren ungültig. Die Wahlbeteiligung betrug 77,5 %. 
| Kandidat        | Partei   | Stimmen | in %   | Anmerkungen                                                         |
| --------------- | -------- | ------- | ------ | ------------------------------------------------------------------- |
| Albert Treiber  | BdL      | 1029    | 5,9 %  | Gutsbesitzer, Stuttgart, Herausgeber des Süddeutschen Korr. Bureaus |
| Fritz Wagner    | DVP      | 5374    | 30,9 % | 0                                                                   |
| Arthur Junghans | NLP      | 3945    | 22,6 % | 0                                                                   |
| Wilhelm Kowald  | SPD      | 2322    | 13,3 % | 0                                                                   |
| Heine           | Zentrum  | 3417    | 19,6 % | Pfarrer, Altheim/Horb                                               |
| Adolf Gröber    | Zentrum  | 1323    | 7,6 %  | 0                                                                   |
|                 | Sonstige | 11      | 0,1 %  | 0                                                                   |

Der BdL sprach sich in der Stichwahl für den nationalliberalen, Zentrum und SPD für den linksliberalen Kandidaten aus. Die Strategie des Zentrums war damit aufgegangen. In der Stichwahl betrug die Zahl der abgegebenen Stimmen 14.886, 89 Stimmen waren ungültig. Die Wahlbeteiligung betrug 66,1 %.
| Kandidat        | Partei | Stimmen | in %   | Anmerkungen |
| --------------- | ------ | ------- | ------ | ----------- |
| Fritz Wagner    | DVP    | 9145    | 61,8 % | 0           |
| Arthur Junghans | NLP    | 5652    | 38,6 % | 0           |

### 1907
Wagner trat als gesamtliberaler Kandidat mit Unterstützung der NLP auf. Es fanden zwei Wahlgänge statt. 23.837 Männer waren wahlberechtigt. 19.803 gültige Stimmen wurden abgegeben, 28 Stimmen waren ungültig. Die Wahlbeteiligung betrug 83,1 %. 
| Kandidat       | Partei   | Stimmen | in %   | Anmerkungen |
| -------------- | -------- | ------- | ------ | ----------- |
| Treiber        | BdL      | 568     | 2,9 %  | 0           |
| Hermann Wagner | DVP      | 8536    | 43,2 % | 0           |
| Wilhelm Kowald | SPD      | 4204    | 21,2 % | 0           |
| Andre          | Zentrum  | 6455    | 32,6 % | 0           |
|                | Sonstige | 12      | 0,1 %  | 0           |

Die SPD rief zur strikten Wahlenthaltung auf, die Konservativen und der BdL waren uneins. In der Stichwahl betrug die Zahl der abgegebenen Stimmen 20.227, 536 Stimmen waren ungültig. Die Wahlbeteiligung betrug 84,9 %.
| Kandidat       | Partei  | Stimmen | in %   | Anmerkungen                 |
| -------------- | ------- | ------- | ------ | --------------------------- |
| Hermann Wagner | DVP     | 12.084  | 61,4 % | 0                           |
| Andre          | Zentrum | 7607    | 38,6 % | Arbeitersekretär, Stuttgart |

### 1912
Erneut kam es zu einer gesamtliberalen Kandidatur. Das Zentrum unterstützte den konservativen Kandidaten. Es fanden zwei Wahlgänge statt. 24.274 Männer waren wahlberechtigt. 20.873 gültige Stimmen wurden abgegeben, 65 Stimmen waren ungültig. Die Wahlbeteiligung betrug 86,0 %. 
| Kandidat          | Partei   | Stimmen | in %   | Anmerkungen |
| ----------------- | -------- | ------- | ------ | ----------- |
| Theodor Liesching | FoVP     | 7628    | 36,7 % | 0           |
| Eugen Nübling     | K        | 7023    | 33,7 % | 0           |
| Wilhelm Kowald    | SPD      | 6137    | 29,5 % | 0           |
|                   | Sonstige | 19      | 0,1 %  | 0           |

In der Stichwahl betrug die Zahl der abgegebenen Stimmen 20.453, 202 Stimmen waren ungültig. Die Wahlbeteiligung betrug 84,3 %.
| Kandidat          | Partei | Stimmen | in %   | Anmerkungen |
| ----------------- | ------ | ------- | ------ | ----------- |
| Theodor Liesching | FoVP   | 12.878  | 63,6 % | 0           |
| Eugen Nübling     | K      | 7373    | 36,4 % | 0           |